# Omalodes tuberculatus
Omalodes tuberculatus är en skalbaggsart som beskrevs av Lewis 1905. Omalodes tuberculatus ingår i släktet Omalodes och familjen stumpbaggar. Inga underarter finns listade i Catalogue of Life.